# Lightspeed Rescue Power Rangers
De Lightspeed Rescue Power Rangers, ook vaak Lightspeed Rangers genoemd, zijn fictieve personages uit de televisieserie. Ze zijn de hoofdrolspelers uit de serie Power Rangers: Lightspeed Rescue, en hadden een gastoptreden in Power Rangers: Time Force.
De Lightspeed Rangers werden gerekruteerd door de Lightspeed organisatie om een groep demonen te bevechten die het op de fictieve stad Mariner Bay hadden voorzien. Ze waren het eerste Rangerteam waarvan de krachten en wapens op aarde waren gemaakt door mensen, en niet een mystieke of buitenaardse oorsprong hadden.

## Carter Grayson
Carter Grayson is een brandweerman en de Rode Lightspeed Ranger. Hij is de veldleider van het team. Carter werd gespeeld door Sean Cw Johnson. Hij riskeerde vaak zijn leven met zijn waaghalsmanoeuvres, maar redde wel altijd mensen in nood.
Als kind werd Carter gered uit een brandend gebouw door een brandweerman wiens identiteit destijds niet werd onthuld. Dit maakte dat Carter ook bij de brandweer ging werken. Gedurende de serie ontdekt Carter dat deze brandweerman niemand minder is dan zijn huidige opdrachtgever, kapitein Bill Mitchell.
Carter was de eerste die zijn rol als Lightspeed Ranger accepteerde. Hij was het die in de finale koningin Bansheera versloeg.
Toen Vypra terugkeerde uit de dood en de stad Silver Hills terroriseerde, rekruteerde Carter zijn oude teamgenoten voor de tegenaanval samenmet de Time Force Rangers.
Toen het Machine Keizerrijk de Aarde bedreigde, werkte Carter samen met negen andere Rode Rangers om hen te stoppen. Dit gebeurde in de aflevering Forever Red.

## Chad Lee
Chad Lee (gespeeld door Michael Chaturantabut) is de Blauwe Lightspeed Ranger, bekend om zijn vaardigheden in het water. Hij voelt zich verbonden met het zeeleven en gaat in zijn vrije tijd vaak scubaduiken. Naast vaardigheden in reddingen op het water blijkt Chad later ook bijzonder bedreven in vechtsporten. Hij had tevens een tijdje een relatie met een zeemeermin genaamd Marina, maar de twee gingen uiteindelijk hun eigen weg.
Na zijn avonturen als Lightspeed Ranger werd Chad een strandwachter. Hij keerde nog eenmaal terug om te helpen bij het gevecht tegen Vypra.

## Joel Rawlings
Joel Rawlings is een lucht stuntman, ook wel een Sky Cowboy genoemd. Hij werd gerekruteerd om de Groene Lightspeed Ranger te worden. Hij wordt gespeeld door Keith Robinson.
Joel was in het begin behoorlijk sceptisch over de Lightspeedorganisatie, maar accepteerde de positie van Groene Ranger toen hij zag dat zijn stad echt in gevaar was.
Al vrijwel meteen na aankomst in het Lightspeedhoofdkwartier kreeg Joel een oogje op Angela Fairweather, de technisch adviseur van het team. Zij wees hem echter altijd af en als het hem al een keer lukt met haar uit te gaan, kwam er wel iets tussen. Maar Joels inspanningen wierpen uiteindelijk toch hun vruchten af toen in de laatste aflevering Angela toegaf dat ze Joel ook wel zag zitten. In de Lightspeed/Time Forcecrossover waren de twee inmiddels getrouwd en stonden op het punt aan hun huwelijksreis te beginnen toen Joel werd opgeroepen om te helpen in het gevecht met Vypra.

## Kelsey Winslow
Kelsey Winslow (gespeeld door Sasha Williams) is de Gele Lightspeed Ranger. Ze is behoorlijk atletisch en een professionele bergbeklimmer. Ze nam de baan vooral vanwege de spanning.
Gedurende de serie kwam ook Kelsey’s grootmoeder in beeld, wier rijke leven haar had vervreemd van haar kleindochter. De twee legden het uiteindelijk bij. Na haar avonturen als Ligthspeed Ranger ging Kelsey zich weer bezighouden met extreme sporten.

## Dana Mitchell
Dana Mitchell is de dochter van kapitein Mitchell en de zus van Ryan Mitchell. Ze was een verpleegkundige en de Roze Lightspeed Ranger, gespeeld door Alison MacInnis.
Dana is serieus, intellectueel en vastberaden. Zij verzamelde de overige teamleden in en rond Mariner Bay. Ze wist echter niets af van het feit dat haar vader haar ook tot Ranger wilde maken.
Dana verliet het team tijdelijk om een model te worden, maar wees dit werk af toen het haar rangertaken in gevaar bracht. Ook werd ze herenigd met haar lang verloren broer Ryan.
Dana werd na de serie een dokter, was altijd al haar wens was.

## Ryan Mitchell
Ryan Mitchell (gespeeld door Rhett Fisher) is de Titanium Lightspeed Ranger. Hij is de zoon van kapitein Mitchell en de broer van Dana.
Toen Ryan en Dana nog kinderen waren, raakten zij en hun vader betrokken bij een auto-ongeluk waarbij hun auto een afgrond inreed. Kapitein Mitchell en Dana wisten een uitstekende tak vast te grijpen, maar Ryan hing aan zijn vaders benen en dreigde te vallen. Diabolico verscheen als geest en bood aan Ryan te redden, op voorwaarde dat hij hem mocht houden en zelf opvoeden. Mitchell weigerde eerst, maar ging noodgedwongen akkoord toen Ryan viel. Diabolico meldde Mitchell dat hij Ryan zou terugzien op zijn 20e verjaardag.
Op de desbetreffende dag werd de experimentele Titanium Morpher gestolen uit de Aquabasis en al snel bleek Ryan de dader te zijn. Diabolico had hem opgevoed en tegen zijn vader opgezet. Als Titanium Ranger probeerde hij de Rangers de doden, totdat hij de waarheid ontdekt over Diabolico. Hierna sloot Ryan zich aan bij het team.
Dit verraad tegenover Diabolico kwam echter met een prijs. Diabolico gaf Ryan een tatoeage van een cobra die telkens als Ryan veranderde in de Titanium Ranger langzaam naar zijn nek zou klimmen, en daar aangekomen hem zou doden. Door deze vloek kon Ryan steeds maar tijdelijk veranderen. Ryan verbrak de vloek uiteindelijk door de tombe waar de demonen opgesloten zaten op te zoeken en het cobra standbeeld dat als krachtbron diende voor de tatoeage te vernietigen.
Ryan verliet het team tijdelijk om een manier te zoeken om koningin Bansheera te verslaan. Hij sloot zich weer aan bij het team in het laatste gevecht.
De Titanium Ranger is uniek omdat hij de eerste Ranger was die geen Super Sentaitegenhanger had. Het Titanium Rangerkostuum is ook duidelijk anders dan dat van de andere Lightspeed Rangers. De kostuums van de Lightspeed Rangers zijn gebaseerd op de GoGoV-uniformen, maar het kostuum van de Titanium Ranger op de kostuums uit Turboranger. Wel werd dit kostuum voorzien van de Lightspeedriem en -handschoenen. De helm van de Titanium Ranger was gemodelleerd naar die van de andere Lightspeed Rangers (met een groot vizier voorop). De vorm van het vizier was gemodellerd naar de V van de originele Sentai serie GoGoV.